# Eleições municipais de Dourados em 1988
As eleições municipais da cidade brasileira de Dourados ocorreram no dia 15 de novembro de 1988, para eleger um prefeito, um vice-prefeito e 15 vereadores para a administração da cidade e a votação se deu em um único turno.
Os candidatos eram Alaércio Abrahão Santos (PSDB), Braz Melo (PMDB), José Elias Moreira (PTB) e Laerte Tetila (PT). Melo foi eleito com 23.590 votos, enquanto seu adversário José Elias obteve 23.550 votos, o que representa uma diferença de 40 votos. Na ocasião, o prefeito era Luiz Antônio Álvares Gonçalves (PDS), que terminou seu mandato em 31 de dezembro de 1988.

## Candidatos
| Nome do candidato       | Partido | N° |
| ----------------------- | ------- | -- |
| Alaércio Abrahão Santos | PSDB    | 45 |
| Braz Melo               | PMDB    | 15 |
| José Elias Moreira      | PTB     | 14 |
| Laerte Tetila           | PT      | 13 |

## Resultados

### Prefeito
| Candidato(a)                   | Turno único 15 de novembro de 1988 | Turno único 15 de novembro de 1988 |
| Candidato(a)                   | Total                              | Porcentagem                        |
| ------------------------------ | ---------------------------------- | ---------------------------------- |
| Braz Melo (PMDB)               | 23.590                             | 45,64%                             |
| José Elias Moreira (PTB)       | 23.550                             | 45,56%                             |
| Laerte Tetila (PT)             | 3.612                              | 6,98%                              |
| Alaércio Abrahão Santos (PSDB) | 934                                | 1,8%                               |
| → Total de votos válidos       | 51.686                             | 86,82%                             |
| → Votos em branco              | 1.189                              | 1,99%                              |
| → Votos nulos                  | 6.657                              | 11,18%                             |
| Total                          | 59.532                             | 88,20%                             |
| Abstenções                     | 7.960                              | 11,79%                             |
| Total de inscritos             | 67.492                             | 100%                               |

#### Gráficos
| \| Turno único - Esquema Gráfico \| Turno único - Esquema Gráfico \| Turno único - Esquema Gráfico \| Turno único - Esquema Gráfico \| Turno único - Esquema Gráfico \| \| ----------------------------- \| ----------------------------- \| ----------------------------- \| ----------------------------- \| ----------------------------- \| \| \| \| \| \| \| \| Braz Melo \| Braz Melo \| \| 45,64% \| 45,64% \| \| José Elias Moreira \| José Elias Moreira \| \| 45,56% \| 45,56% \| \| Laerte Tetila \| Laerte Tetila \| \| 6,98% \| 6,98% \| \| Alaércio Abrahão Santos \| Alaércio Abrahão Santos \| \| 1,80% \| 1,80% \| \| Brancos e Nulos \| Brancos e Nulos \| \| 13,17% \| 13,17% \| \| Abstenções \| Abstenções \| \| 11,79% \| 11,79% \| |                         |  |        |        |
| Turno único - Esquema Gráfico |                         |  |        |        |
| |                         |  |        |        |
| Braz Melo | Braz Melo               |  | 45,64% | 45,64% |
| José Elias Moreira | José Elias Moreira      |  | 45,56% | 45,56% |
| Laerte Tetila | Laerte Tetila           |  | 6,98%  | 6,98%  |
| Alaércio Abrahão Santos | Alaércio Abrahão Santos |  | 1,80%  | 1,80%  |
| Brancos e Nulos | Brancos e Nulos         |  | 13,17% | 13,17% |
| Abstenções | Abstenções              |  | 11,79% | 11,79% |

### Vereadores
Os eleitos foram remanejados pelo coeficiente eleitoral destinado a cada coligação. Abaixo a lista com o número de vagas e os candidatos eleitos. O ícone  indica os que foram reeleitos.
| Candidato(a)                        | Partido | Votação |     |       |
| ----------------------------------- | ------- | ------- | --- | ----- |
| Candidato(a)                        | Partido | Bebeto  | PTB | 1.315 |
| Lori Gressler                       | PTB     | 1.233   |     |       |
| Bela Barros                         | PFL     | 1.146   |     |       |
| Ferrinho                            | PTB     | 1.038   |     |       |
| Eduardo Laier                       | PTB     | 912     |     |       |
| Albino Mendes                       | PMDB    | 903     |     |       |
| Mauro da Cruz Sanches               | PMDB    | 891     |     |       |
| Cimatti                             | PTB     | 887     |     |       |
| Santim                              | PMDB    | 875     |     |       |
| Mariano Cândido de Arruda           | PTB     | 869     |     |       |
| Ivo Cratiu da Silva                 | PMDB    | 845     |     |       |
| Carlos Roberto Cristino de Oliveira | PMDB    | 813     |     |       |
| Áureo Garcia Ribeiro                | PMDB    | 810     |     |       |
| Francisco Moraes Chico Costa        | PMDB    | 761     |     |       |
| Fritz                               | PFL     | 728     |     |       |